# Харбор-Бридж (Сидней)
Харбор-Бридж (англ. Harbour Bridge; дословно — «Мост через Сиднейскую гавань») — самый большой мост Сиднея, один из самых больших стальных арочных мостов в мире. Мост был открыт 19 марта 1932 года. Образцом для моста послужил Нью-Йоркский мост Хелл-Гейт. Из-за характерной формы арочной конструкции мост получил прозвище «Вешалка» (англ. The Coathanger). Вид на мост и расположенный рядом оперный театр — широко известный символ Сиднея и в целом Австралии.

## Описание
Харбор-Бридж соединяет деловую (Южный берег), центральную часть города с Северным берегом и пересекает залив Порт-Джексон. По мосту осуществляется автомобильное, железнодорожное, велосипедное и пешеходное сообщение.
Арочный пролёт моста имеет длину 503 м. Это чуть меньше 518-метрового пролёта самого длинного стального арочного моста «Нью-Ривер-Гордж/Фейетвилл» через ущелье, по которому течет река Нью-Ривер, что неподалёку от городка Фейетвилла (штат Западная Виргиния, США). Поскольку в настоящее время при необходимости строительства моста с длинным пролётом выбирают схему подвесного или вантового моста (они гораздо легче и дешевле жёсткого арочного моста), то Харбор-Бридж надолго останется в списке самых больших арочных мостов мира.
Стальная арка моста весит 39 000 т. Она возвышается на 134 метра над уровнем моря (высшая точка) и при этом имеет клиренс (просвет) 49 метров над уровнем поверхности воды залива, что обеспечивает свободный проход любых океанских судов под мостом. Расширение стальной конструкции в жаркие дни может увеличить высоту арки примерно на 18 см.
Общая длина всего моста — 1149 метров. Ширина моста 48,8 метра. Полный вес моста — 53 800 т. Стальные элементы конструкции моста соединены заклёпками, общее количество которых превышает шесть миллионов. Для поддержания моста по берегам воздвигнуты могучие башни почти 100-метровой высоты, которые облицованы гранитом.

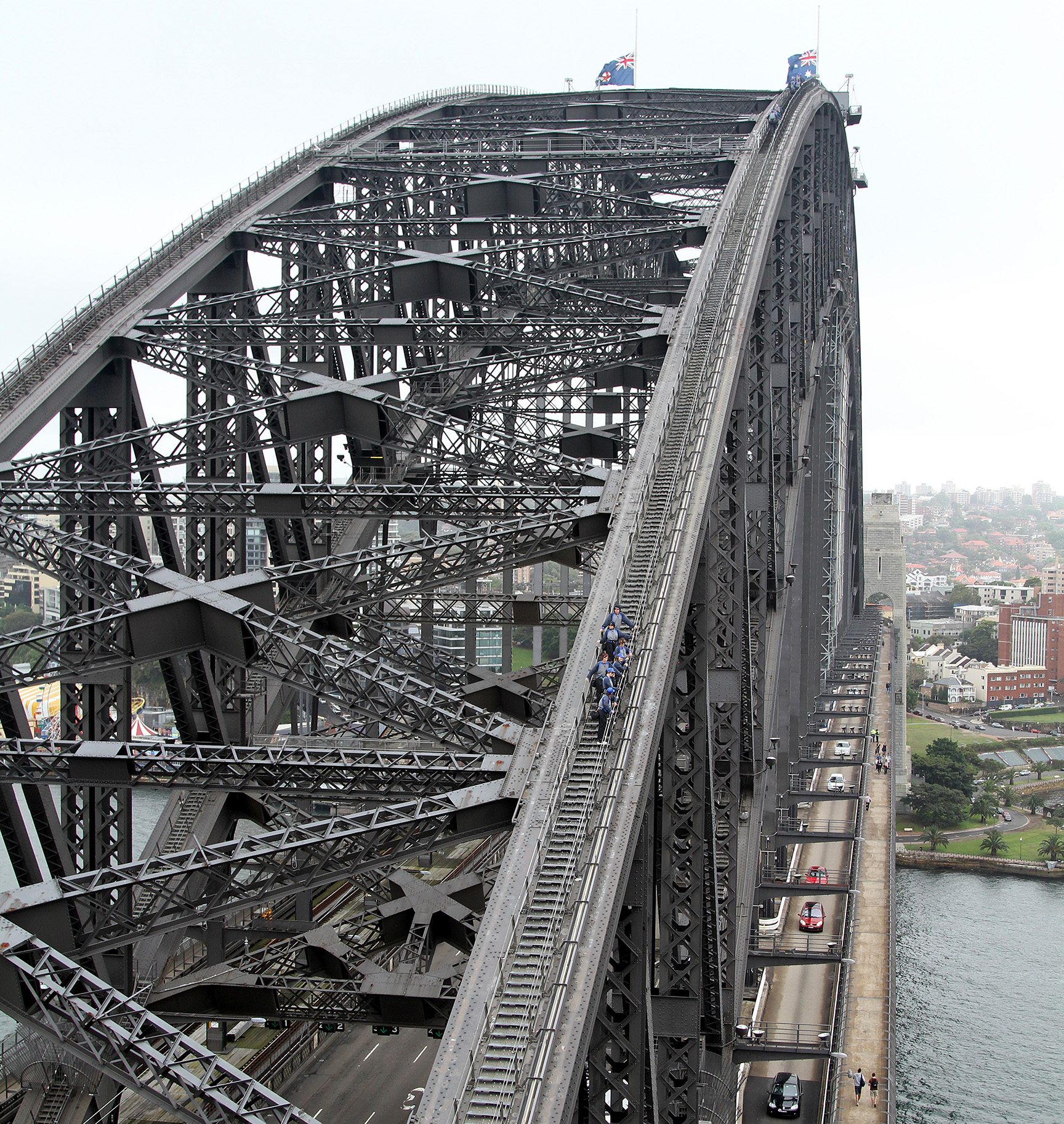
Группы туристов, взбирающихся на боковую арку моста. Хорошо видны многочисленные соединительные заклёпки.

С 1 октября 1998 года на мосту осуществляются регулярные экскурсии для людей старше 10 лет — подъём по боковой арке моста на его вершину, откуда открывается захватывающая дух панорама города. Для восхождения требуется лишь обувь на резиновой подошве и специальный костюм со страховкой, который выдают на месте, со всем остальным поможет справиться инструктор.
Мост Харбор-Бридж в Сиднее был внесен в Список национального наследия Австралии 19 марта 2007 и в Государственный реестр наследия Нового Южного Уэльса 25 июня 1999 года.

## Интересные факты
- Ленточку во время открытия моста должен был перерезать министр труда Нового Южного Уэльса Джек Ланг. Однако когда он готовился это сделать, к нему подскочил какой-то всадник в униформе, перерезал ленточку и заявил, что открывает мост от имени Его Величества и всего народа Нового Южного Уэльса. Нарушителя немедленно арестовали, ленточку связали заново, и Ланг произвел официальную церемонию открытия. Нарушителем оказался Франсис де Гроот, член группировки New Guard, которая негодовала, что открывать мост не был приглашен король Георг V. Хотя де Гроот не был членом армии, он надел униформу и смешался с настоящей кавалерией. Де Гроота обвинили в неподобающем поведении, провели психиатрическую экспертизу и оштрафовали на 5 фунтов, однако позже последовала апелляция на решение, и де Гроот сам подал иск за незаконный арест.
- За день мост пересекает более 200 тысяч автомобилей.
- С целью постройки моста пришлось снести более 500 домов.[6]
- Любое изменение конструкции арочного моста требует перерасчётов для всей структуры. Вычисления заняли 28 увесистых томов.
- На покраску стальной арки в три слоя ушло почти 300 тысяч литров краски[7].
- Из-за большой глубины залива, порядка 60 метров, мост не имеет промежуточных опор.

## Празднование Нового года
Харбор-Бридж является неотъемлемой частью новогодних торжеств Сиднея и используется для захватывающих пиротехнических шоу. Первый, так называемый «семейный» фейерверк, проходящий в 9 часов вечера, привлекает большое количество семей с маленькими детьми. Второй, основной фейерверк, начинается в полночь.
Идея фейерверка возникла после торжеств по случаю столетия Бруклинского моста в 1983 году. В 1986 году пиротехник Сид Ховард (англ. Syd Howard) впервые реализовал эту идею во время празднования 75-летия Военно-морского флота Австралии. Первый новогодний фейерверк прошёл в 1996 году; в следующем 1997 году прошло ещё одно, как было тогда решено, «одноразовое» шоу. В 1998 году фейерверка не было, но с 1999 года пиротехнические шоу проводятся ежегодно.
Каждый последующий год празднества имеют новую тему. Фейерверк привлекает большое количество жителей и гостей Сиднея, а также большое количество телезрителей во всём мире. Так новогоднее шоу 2010—2011 года посмотрели полтора миллиона зрителей и 1,1 миллиарда телезрителей.

## Галерея

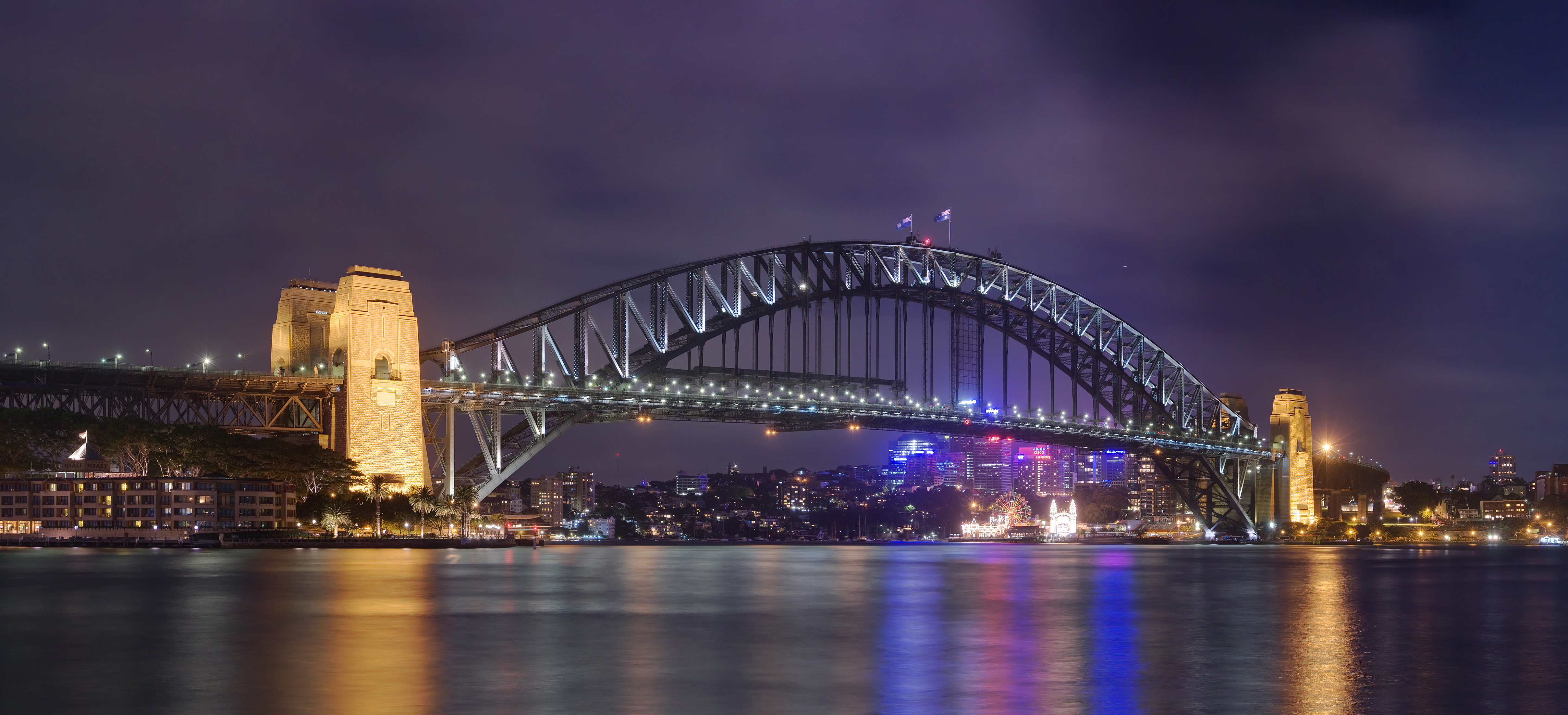
Ночной вид моста.
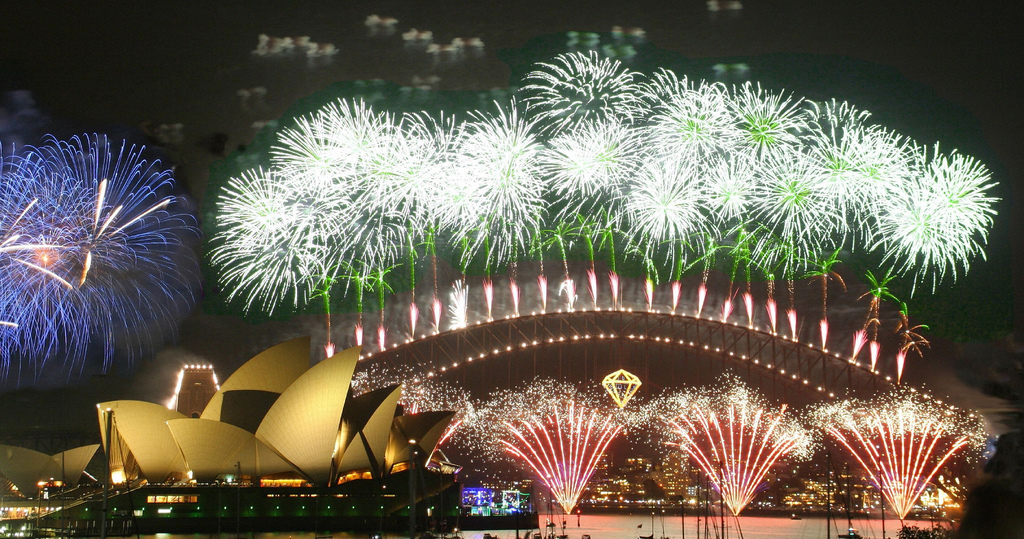
Фейерверк «Бриллиантовая ночь в Изумрудном городе», 2006 год.
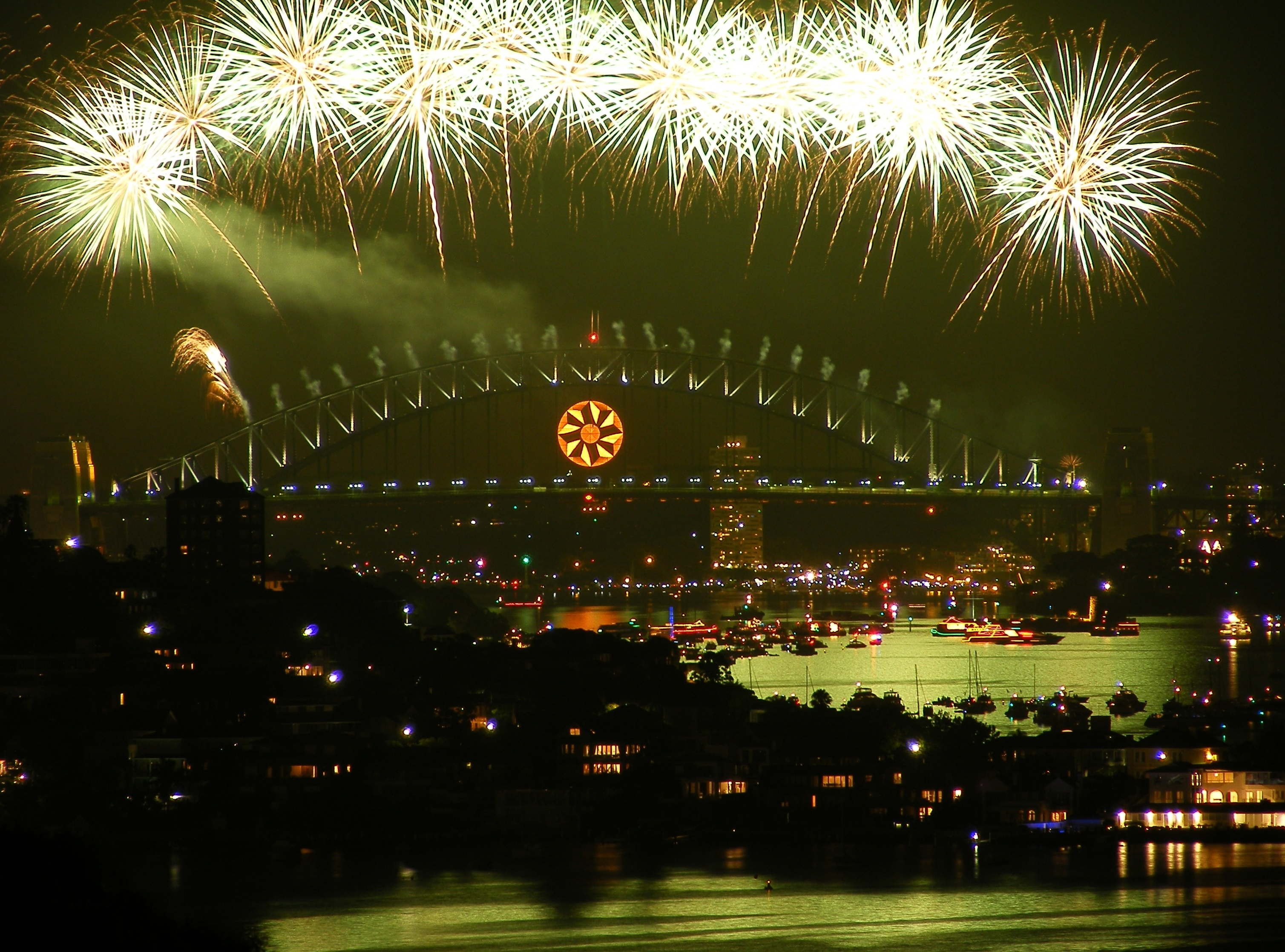
Фейерверк «Солнце», 2008 год.
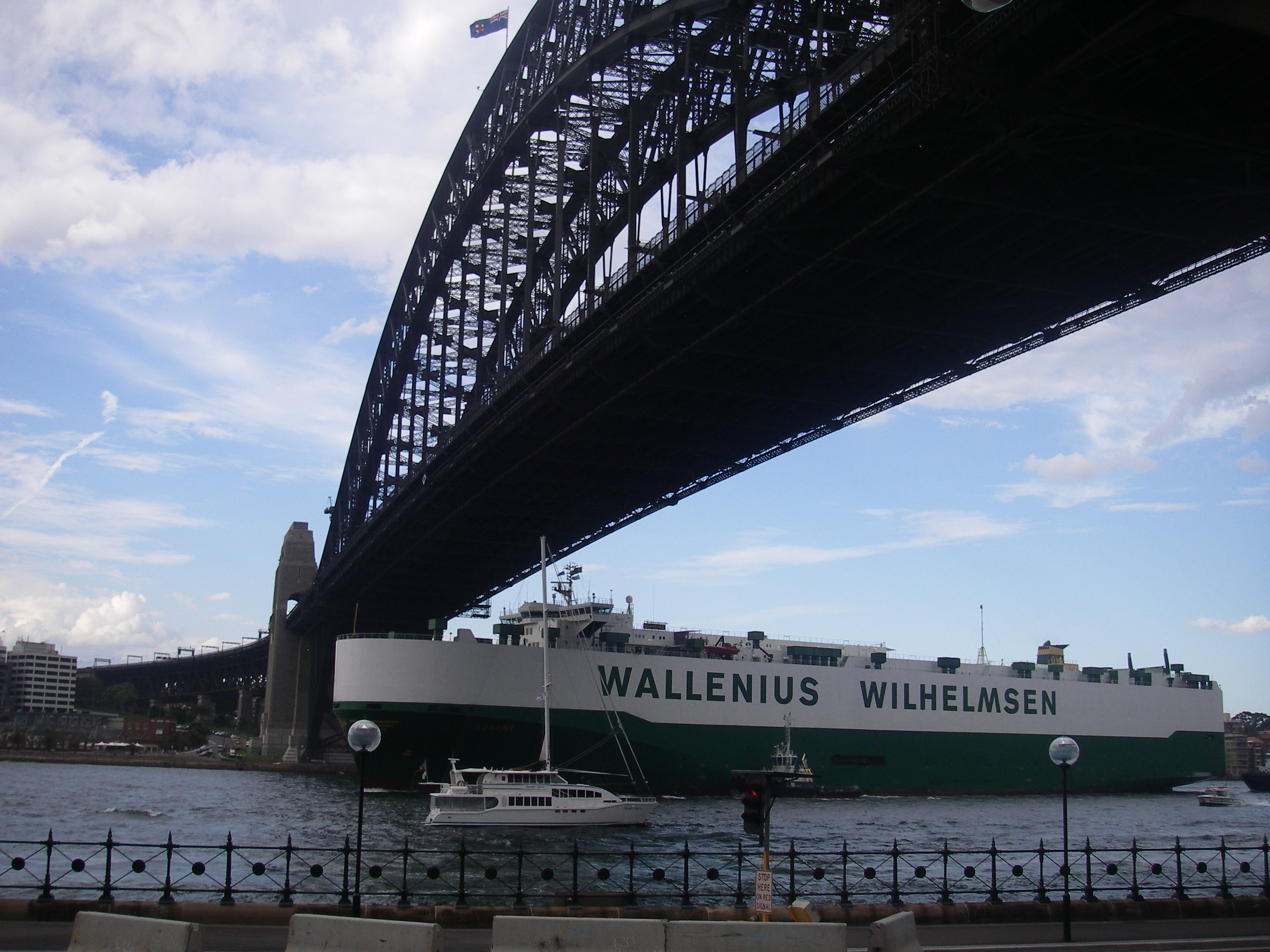
Проход под мостом крупногабаритного судна. Высота свода над водой составляет 49 метров

## Мост в искусстве
Вдали мы увидели мост. Он был удивителен. Он поднимался над заливом, как глубокий вздох. В глубоком облаке света он парил среди грязноватых скучных берегов. Дуга его вздувалась стальным бицепсом.
— Гранин Д.А. Месяц вверх ногами // Собрание сочинений в четырёх томах. — Л.: Художественная литература, 1979. — Т. 2. — С. 369-469. — 680 с. — 100 000 экз.